# Elezioni presidenziali in Guinea del 2015
Le elezioni presidenziali in Guinea del 2015 si tennero l'11 ottobre.

## Risultati
| Candidati                  | Partiti                                                      | Voti      | %     |
| -------------------------- | ------------------------------------------------------------ | --------- | ----- |
| Alpha Condé                | Raggruppamento del Popolo Guineano                           | 2 284 827 | 57,84 |
| Cellou Dalein Diallo       | Unione delle Forze Democratiche di Guinea                    | 1 242 362 | 31,45 |
| Sidya Touré                | Unione delle Forze Repubblicane                              | 237 549   | 6,01  |
| Faya Lansana Millimouno    | Blocco Liberale                                              | 54 718    | 1,39  |
| El Hadj Papa Koly Kourouma | Generazioni per la Riconciliazione, l'Unione e la Prosperità | 51 750    | 1,31  |
| Lansana Kouyaté            | Partito della Speranza per lo Sviluppo Nazionale             | 45 962    | 1,16  |
| Ghandi Faraguet Tounkara   | Unione Guineana per la Democrazia e lo Sviluppo              | 19 840    | 0,50  |
| Marie Madeilein Dioubaté   | Partito degli Ecologisti della Guinea                        | 13 214    | 0,33  |
| Totale                     | Totale                                                       | 3 950 222 | 100   |